# Zbigniew Kaczmarek (sztangista)
Zbigniew Tadeusz Kaczmarek (ur. 21 lipca 1946 w Tarnowskich Górach, zm. 15 maja 2023 w Hanowerze) – polski sztangista, brązowy medalista olimpijski, wielokrotny medalista mistrzostw świata i Europy.

## Kariera
Startował w wadze lekkiej (do 67,5 kg). Treningi rozpoczął w LZS Tarnowskie Góry; przez większość kariery (1965–1981) bronił barw Górnika Siemianowice. Pierwszy sukces w karierze osiągnął w 1969 roku, kiedy podczas mistrzostw świata w Warszawie zdobył brązowy medal w wadze lekkiej. W zawodach tych lepsi byli tylko Waldemar Baszanowski oraz Węgier János Bagócs. Następnie zdobywał złote medale na mistrzostwach świata w Columbus w 1970 roku i mistrzostwach świata w Limie rok później.
W 1972 roku wystartował na igrzyskach olimpijskich w Monachium, zajmując trzecie miejsce w wadze lekkiej. Tym razem wyprzedzili go Mucharbij Kirżynow z ZSRR i Mładen Kuczew z Bułgarii. W 1974 roku zajął drugie miejsce na mistrzostwach świata w Manili, wynik ten powtarzając na rozgrywanych rok później mistrzostwach świata w Moskwie. W obu przypadkach lepszy okazywał się tylko Petro Korol z ZSRR. W 1976 roku wystąpił na igrzyskach w Montrealu, gdzie pierwotnie zajął pierwsze miejsce. W trakcie kontroli dopingowej w jego organizmie wykryto niedozwolone środki (steroidy anaboliczne), za co został zdyskwalifikowany.
Kolejny medal zdobył podczas mistrzostw świata w Stuttgarcie w 1977 roku, zajmując trzecie miejsce za Kubańczykiem Roberto Urrutią i Siergiejem Piewznierem z ZSRR. Ostatni sukces osiągnął w 1978 roku, zdobywając srebrny medal na mistrzostwach świata w Gettysburgu. Rozdzielił tam na podium Bułgara Janko Rusewa i Güntera Ambraßa z Niemieckiej Republiki Demokratycznej. Brał też udział w igrzyskach olimpijskich w Moskwie w 1980 roku, kończąc rywalizację na szóstej pozycji. Ponadto zdobył dziesięć medali na mistrzostwach Europy: złoty w 1976 roku, srebrne w latach 1971, 1972, 1974, 1975 i 1977 oraz brązowe w latach 1969, 1970, 1973 i 1978.
Pięciokrotnie był mistrzem Polski.
W 1981 roku wyjechał do Niemiec Zachodnich, startował w wadze lekkiej i średniej zdobywając kilka tytułów mistrza Niemiec.
Zmarł 15 maja 2023 w Hanowerze. 29 maja został pochowany na Cmentarzu Komunalnym w Tarnowskich Górach

## Odznaczenia
- Krzyż Kawalerski Orderu Odrodzenia Polski
- Złoty Krzyż Zasługi (1972)[5]